# Josip Zidanšek (duhovnik)
Josip Zidanšek, slovenski rimskokatoliški duhovnik in biblicist, * 4. marec 1858, Špitalič pri Slovenskih Konjicah, † 29. junij 1930, Maribor.

## Življenje in delo
Rodil se je v kmečki družini očetu Mihaelu in materi Tereziji (rojena Pajk).
Po ljudski šoli v rojstnem kraju in Celju je tu obiskoval gimnnazijo (1870-1878), nato odslužil vojaščino, se 1878 udeležil avstro-ogrske zasedbe BiH in bil odlikovan. V letih 1879–1884 je v Mariboru študiral bogoslovje in bil 1883 posvečen. Eno leto je bil kaplan v Slovenski Bistrici, od 1883–1889 škofijski tajnik v Mariboru, 1889 začasni profesor biblicistike, po opravljenem izpitu 1890 pa do upokojitve 1929 redni profesor Nove zaveze v mariborskem semenišču. V letih 1889–1902 je bil podravnatelj in 1902–1923 ravnatelj dijaškega semenišča v Mariboru.  Samonikli in tvorni Zidanšek je bil markantna, splošno znana mariborska osebnost. V letih 1893–1904 je bil odbornik Katoliškega tiskarskega društva. Študijski knjižnici je poklonil nad 400 svojih knjig. Kot bogoslovec se je udeležil avstrijske zasedbe Bosne. Pokopan je bil 1. julija 1930 na mestnem pokopališču na Pobrežju. 
Kot biblicist je želel spoznati Palestino, 1898 je skupinsko romal v te kraje; popotne vtise je opisal v knjigi Prvo splošno avstrijsko jubilejno romanje v sveto deželo (1899, samozaložba). Vse življenje je predaval in pripovedoval o tem romanju (tudi o srečanju s K. Mayem).
Sprva je napisal daljšo razpravo Drugi list sv. apostola Pavla do Korinčanov. Objavljal je ocene in poročila o raznih svetopisemskih prevodih in razlagah. Končno se je sam lotil prevajanja. Na podlagi latinskega in grškega teksta, ki ga je primerjal z dotedanjimi slovenskimi prevodi (svetovalca Franc Jerovšek in Josip Tominšek), je prevedel in priredil Novi zakon, I. del: Sv. evang. in Dejanje apostolov (1918); II. del, pripravljen za natis, je ostal v rokopisu.